# Älskade Samir
Älskade Samir är en svensk dramakomediserie från 2023 som hade premiär på SVT Play den 26 maj 2023. Första säsongen består av sju avsnitt. Serien är skapad av Marioan Hosseini och regisserad av Abbe Hassan som tidigare bland annat regisserat långfilmen Exodus från 2023.

## Handling
Serien kretsar kring Samir som är i 30-årsåldern och som aldrig tar något ansvar. En dag när han kommer hem efter en jobbig dag upptäcker han ett brev där det framgår att hans flickvän Nasrin har lämnat honom. Han behöver nu göra allt som står i hans makt att försöka hitta och vinna henne tillbaka.

## Roller i urval
- Amed Bozan - Samir
- Dilan Apak
- Dilba
- Zardasht Rad - Agrin